# 克林頓 (麻薩諸塞州)
克林頓（英語：Clinton）是一個位於美國麻薩諸塞州烏斯特縣的鎮。

## 人口
根據2020年美國人口普查的數據，克林頓的面積為14.90平方千米，當中陸地面積為14.80平方千米，而水域面積為4.10平方千米。當地共有人口15428人，而人口密度為每平方千米1,035人。